# Verena Nusz
Verena Nusz (* 2. Mai 1949 in Tauka, Österreich; † 25. April 1997 in Köln) war eine österreichische Malerin und Grafikerin, deren Werke der Konzeptkunst (auf Englisch: „conceptual art“) zugerechnet werden.

## Leben
Verena Nusz reiste im Alter von 19 Jahren zum ersten Mal in die Vereinigten Staaten. Nach Besuchen in mehreren Städten an der Ostküste ließ sie sich für neun Monate in New York nieder. Dort lernte sie den Künstler Joseph Kosuth und weitere Mitglieder der Conceptual-Art-Bewegung (Terry Atkinson, David Bainbridge, Michael Baldwin, Harold Hurrell, Ian Burn, Mel Ramsden, Philip Pilkington, David Ruston) kennen. Diese Treffen hatten einen entscheidenden Einfluss auf ihre künstlerische Entwicklung und ihre Forschungsarbeiten.
Im Jahr 1969 kehrte Verena Nusz nach Europa zurück, wo sie sich an der Akademie der Bildenden Künste in München in den Studiengang Grafikdesign einschrieb. Zu dieser Zeit pflegte sie eine enge Freundschaft zum japanischen Maler und Graveur Yoshi Takahashi, dessen Abschluss an der Münchner Akademie noch nicht lange zurücklag (1969). Nach seinem Studium pendelte Takahashi zwischen München und Paris, wo er auch ein eigenes Atelier hatte. Verena Nusz besuchte ihn dort regelmäßig und lernte so die französische Sprache und Kultur kennen.
1969 nahm Nusz auch erstmals an gemeinsamen Ausstellungen mit anderen Künstlern teil.
1972 wurde eines der produktivsten Jahre ihrer Karriere. Für eine Ausstellung in Berlin entwarf Verena Nusz 38 Schilder. Nachdem sie sich völlig der Strömung Art & Language, die bereits seit 1968 existierte, verschrieben hatte, betrachtete sie die Kreation als eine Art permanente Forschung zu Begriffen und Konzepten. In ihrer Schilder-Serie machten diese Überlegungen zu Wörtern der Farbe Platz. Diese Herangehensweise an die Kunst war nicht nur ästhetisch, sondern auch logisch, beinahe mathematisch.
Verena Nusz betrachtete sich selbst, in Anlehnung an Joseph Kosuth, als Konzept-Künstlerin. Ihre Ideen erwachten als Kunstwerke zum Leben, die Künstlerin erfand das Konzept der Kunst immer wieder neu.
1973 nahm Verena Nusz an der gemeinsamen Ausstellung Encrayonnements 4 in der Brüsseler Galerie Maya teil, neben Henri Michaux, Christian Dotremont, Philippe Geluck und Jacques Courtens.
1978 wurde Nusz Bürgerin von Kugelmugel, einer 1976 von einer Künstlergruppe in Niederösterreich gegründeten Mikronation, die später nach Wien umzog.
1978 und 1979 folgten noch viele weitere Ausstellungen. Verena Nusz wurde in vielen europäischen Ländern ausgestellt, vor allem in den Niederlanden, wo sie in der De Ruick Galerij in Amsterdam die Werke ausstellt, die ihrer „Movement“-Periode zugerechnet werden („movement“ – Englisch für „Bewegung“). Die Ausstellung mit dem Titel Kunst, taal en beweging (Kunst, Sprache und Bewegung) zeigte unter anderem auch Werke von Künstlern wie Cor Jaring, Serge Vandercam und Ger van Elk.
1985 beendete Verena Nusz ihre künstlerische Karriere. Sie setzte damit einen Schlusspunkt hinter ihr Werk, das sie als vollständig ansah.
1992 unternahm sie einen letzten künstlerischen Akt und wurde Bürgerin der Neuen Slowenischen Kunst, oft NSK abgekürzt.
Verena Nusz kam 1997 im Alter von 48 Jahren bei einem Autounfall in Köln ums Leben.

## Der künstlerische Ansatz
Verena Nusz fühlte sich während ihrer Anfangszeit (1968) der von Michael Baldwin, Terry Atkinson, David Bainbridge und Harold Hurrell gegründeten „Art & Language“-Bewegung zugehörig. Von 1968 bis 1982 sollten mehr als fünfzig Künstler dieser Bewegung mit vielen unterschiedlichen Ideen und Kreationen Nahrung bieten.

### Kunst und Sprache
Vom immer größer werdenden Erfolg dieser neuen Herangehensweise an die Beziehung zwischen Kunst und Worten inspiriert, sah Verena Nusz in dieser Strömung den einzig richtigen Weg für die Konzeptkunst. Sie verteidigte ohne Vorbehalt das Prinzip, dass Kunst nur durch Sprache zur Geltung kommen könne, denn Sprache sei die Quelle aller Ideen.

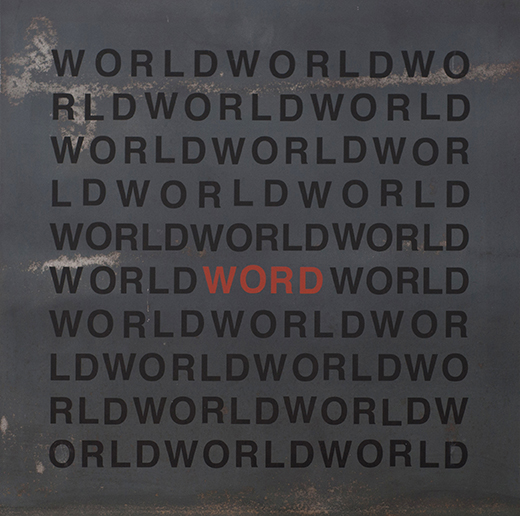
Word Variation N°1 von Verena Nusz

Allgemeiner betrachtet entwickele sich die Geschichte der Menschen aus der Sprache, die sich durch die Welt, die sie geboren habe, wiederum selbst verändere.
Einige Begriffe entwickeln dieser Theorie nach ein Eigenleben, überholen andere und beeinflussen die Welt, die sie erschaffen hat.
Nusz zufolge, trifft dieser Grundgedanke gleichermaßen für die Kunst zu.
Das Konzept der Kunst entwickele sich ständig weiter, durch andere Konzepte, die Kunst definieren. Diese würden dann wiederum durch das Konzept der Kunst selbst beeinflusst. Zusammenfassend kann man sagen, dass Verena Nusz die Selbst-Analyse ins Zentrum ihres kreativen Schaffens rückte.
Indem ein Künstler versucht, seine eigene Kunst mit Begriffen zu definieren, schafft er eine wahrhaftige künstlerische Dimension. Gleichzeitig definiert er das Konzept der Kunst an sich. Kunst und Sprache sind untrennbar miteinander verbunden und nähren sich jedes Mal, wenn ein neues Kunstwerk geschaffen wird, gegenseitig. Jedes neue Kunstwerk repräsentiert eine neue Definition des Kunst-Konzeptes.

### Die Ästhetik
Verena Nusz betrieb Kunst mit dem Ziel, Sinn zu schaffen – der sich über alle ästhetischen Intentionen hinweg setzen sollte. Die ästhetische Dimension kann sich demgemäß nur aus dem Sinn ableiten, der sich im Moment des kreativen Aktes manifestiert.

### Die logische und mathematische Dimension
Durch den Grundgedanken, dass das Konzept der Kunst durch jedes neue Kunstwerk neu definiert wird, betonte Verena Nusz die logischen und mathematischen Aspekte, die den künstlerischen Akt in seiner Ganzheit stützen. Jede neue Definition von Kunst ist dieser Theorie zufolge absolut. Das Kunstwerk entspringt also einer Tautologie und hatte keine Schwachstelle, denn es ist was es ist. Das Kunstwerk ist Kunst.

## Ausstellungen
- 1972: Galerie Schmetterling (München),
- Galerie Golden (Berlin), 1973
- Galerie Hurrikan (München), 1973
- Galerie Maya (Brüssel), Encrayonnements 4, 29. März bis 28. April 1973
- Galerie Dix (Stuttgart), 1974
- Galerie Gussow (Trier), 1975
- Galerie La Clé (Luxemburg), 1975
- Galerie Der Schlüssel (Mannheim), 1977
- Galerie Bellero (Mailand), 1977
- Galerie Franz (Wien), 1978
- De Ruick Galerij (Amsterdam), Kunst, taal en beweging, 13. September bis 14. Oktober, 1979
- Galerie Ausstellungen (Trier), 1979
- Galerie Kassel (Kassel), 1980
- Galerie Die Öffentlichkeit (Berlin), 1981
- Galerie Vorhang (Berlin), 1982
- Galerie Übertreibung (München), 1983
- Galerie Coe (London), 1983
- Galerie Sitz (Berlin), 1984

## Veröffentlichungen
- Conceptual Art, mit anderen Worten (et al.), Universitätsdruck München, 1982
- Kunst, taal en beweging (et al.), Tentoonstellingscatalogus, De Ruick Galerij, 1979